# تشارلي جونز (لاعب كرة قاعدة)
تشارلي جونز (بالإنجليزية: Charley Jones)‏ هو لاعب كرة قاعدة أمريكي، ولد في 30 أبريل 1850 في مقاطعة ألامانس في الولايات المتحدة، وتوفي في 6 يونيو 1911 في نيويورك في الولايات المتحدة.

## وصلات خارجية
- تشارلي جونز (لاعب كرة قاعدة) على موقع دوري كرة القاعدة الرئيسي (الإنجليزية)
- تشارلي جونز (لاعب كرة قاعدة) على موقعبيزبول رفرنس.كوم (الدوري الرئيسي) (الإنجليزية)